# Bahnstrecke Troyes–Brienne-le-Château
| Bahnhof Brienne-le-Chateau, 2011 |                      | | |
| Streckennummer (SNCF): | 012 000              | | |
| Streckenlänge: | 41,9 km              | | |
| Spurweite: | 1435 mm (Normalspur) | | |
| Maximale Neigung: | 8 ‰                  | | |
| Zweigleisigkeit: | ehem. ja             | | |
| |                      | | |
| \| \| \| Bahnstrecke Paris–Mulhouse von Paris-Est \| \| \| \| 166,2 \| Troyes \| 113 m \| \| \| ~169,7 \| St.-Julien \| St.-Julien \| \| \| \| \| \| \| \| ~170 \| Abzw. St-Julien Bahnstrecke Saint-Julien–Saint-Florentin-Vergigny n. St-Fl-V. u. Bahnstrecke Saint-Julien–Gray nach Gray \| Abzw. St-Julien Bahnstrecke Saint-Julien–Saint-Florentin-Vergigny n. St-Fl-V. u. Bahnstrecke Saint-Julien–Gray nach Gray \| \| \| \| \| \| \| \| ~170,1 \| Bahnstrecke Paris–Mulhouse nach Mulhouse \| Bahnstrecke Paris–Mulhouse nach Mulhouse \| \| \| 170,8 \| Seine (58 m) \| Seine (58 m) \| \| \| 171,3 \| Canal des Flotteurs (14 m) \| Canal des Flotteurs (14 m) \| \| \| ~173,2 \| Gleisanlieger \| Gleisanlieger \| \| \| ~175,7 \| A 26 \| A 26 \| \| \| 176,7 \| Thennelières \| 120 m \| \| \| 186,3 \| Rouilly-Géraudot \| 119 m \| \| \| 191,5 \| Piney \| 116 m \| \| \| 196,4 \| Brévonnes \| 116 m \| \| \| \| Ruisseau de La Valette (192 m) \| \| \| \| 201,9 \| Mathaux \| 133 m \| \| \| \| Bahnstrecke Jessains–Sorcy von Jessains \| \| \| \| 208,1 \| Brienne-le-Château \| 124 m \| \| \| \| Bahnstrecke Jessains–Sorcy nach Sorcy \| \| |                      | | |
| |                      | Bahnstrecke Paris–Mulhouse von Paris-Est                                                                                 | |
| Bahnhof | 166,2                | Troyes | 113 m |
| ehemaliger Dienststation / Betriebs- oder Güterbahnhof | ~169,7               | St.-Julien | St.-Julien |
| |                      | | |
| Abzweig geradeaus, nach rechts und ehemals von rechts | ~170                 | Abzw. St-Julien Bahnstrecke Saint-Julien–Saint-Florentin-Vergigny n. St-Fl-V. u. Bahnstrecke Saint-Julien–Gray nach Gray | Abzw. St-Julien Bahnstrecke Saint-Julien–Saint-Florentin-Vergigny n. St-Fl-V. u. Bahnstrecke Saint-Julien–Gray nach Gray |
| |                      | | |
| Abzweig geradeaus und nach rechts | ~170,1               | Bahnstrecke Paris–Mulhouse nach Mulhouse                                                                                 | Bahnstrecke Paris–Mulhouse nach Mulhouse                                                                                 |
| Brücke über Wasserlauf | 170,8                | Seine (58 m) | Seine (58 m) |
| Brücke über Wasserlauf | 171,3                | Canal des Flotteurs (14 m)                                                                                               | Canal des Flotteurs (14 m)                                                                                               |
| Abzweig geradeaus und ehemals nach links | ~173,2               | Gleisanlieger | Gleisanlieger |
| Brücke | ~175,7               | A 26 | A 26 |
| Dienststation / Betriebs- oder Güterbahnhof | 176,7                | Thennelières | 120 m |
| ehemaliger Bahnhof | 186,3                | Rouilly-Géraudot | 119 m |
| ehemaliger Bahnhof | 191,5                | Piney | 116 m |
| ehemaliger Bahnhof | 196,4                | Brévonnes | 116 m |
| Brücke über Wasserlauf |                      | Ruisseau de La Valette (192 m)                                                                                           | Ruisseau de La Valette (192 m)                                                                                           |
| ehemaliger Haltepunkt / Haltestelle | 201,9                | Mathaux | 133 m |
| Abzweig geradeaus und von rechts |                      | Bahnstrecke Jessains–Sorcy von Jessains                                                                                  | Bahnstrecke Jessains–Sorcy von Jessains                                                                                  |
| Dienststation / Betriebs- oder Güterbahnhof | 208,1                | Brienne-le-Château | 124 m |
| |                      | Bahnstrecke Jessains–Sorcy nach Sorcy                                                                                    | |

Die Bahnstrecke Troyes–Brienne-le-Château ist eine eingleisige, nicht elektrifizierte Eisenbahnstrecke in Frankreich. Sie ging 1886 in Betrieb. Bereits 1950 wurde der Personenverkehr eingestellt. Sie ist nach wie vor eine wichtige Verbindung der beiden Magistralen in Troyes an der Bahnstrecke Paris–Mulhouse und in Vitry-le-François an der Bahnstrecke Paris–Strasbourg. Die Kilometrierung wird von Paris-Est kommend auf dieser Strecke fortgesetzt.

## Geschichte
Diese Bahnstrecke wurde zusammen mit anderen nördlich und östlich gelegenen Strecken als Strecke 26 von den Chemins de fer de l’Est konzipiert und erbaut. Grundlage für die Errichtung war gemäß dem Frecyinet-Plan das Gesetz vom 17. Juli 1879 für die Errichtung von 181 Eisenbahnstrecken (Loi qui classe 181 lignes de Chemins de fer dans le réseau des Chemins de fer d’interêt général).
Der Bau dieser knapp 42 Kilometer langen Strecke war unkompliziert und ohne größere Kunstbauwerke. Bereits zum Winterfahrplan 1886 konnte unter der Streckennummer 267 eröffnet werden. Zum 2. Februar 1881 wurde sie für öffentlich erklärt. Bald nach dem Zweiten Weltkrieg stellte sich diese Strecke als eine der ersten für den Personenverkehr als unrentabel dar und wurde nach 64 Jahren Betriebszeit geschlossen.
2005 schloss der damalige Infrastrukturbetreiber Réseau ferré de France die Strecke auch für den Güterverkehr östlich von Thennelières, eröffnete die Strecke aber fünf Jahre später im Dezember 2010 nach einer Investition von ca. 400.000 Euro wieder, da dieser Lückenschluss vor allem für Getreide- und Rapstransporte doch als wichtig angesehen wurde. Die Strecke steht im Besitz der SNCF und im Unterhalt der SNCF Réseau. Im Winter 2018/19 wurden weitere Erneuerungsarbeiten durchgeführt wie beispielsweise ein Schwellenwechsel und die Erneuerung von Bahnübergängen.
Neben der Hauptstrecke Paris–Mulhouse ist die Bahnstrecke Troyes–Brienne-le-Château die einzig verbliebene durchgehende Strecke des ehemals siebenstrahligen Eisenbahnknotenpunkts von Troyes.